# Búzios
Búzios (officieel: Armação dos Búzios) is een gemeente en schiereiland in het zuidoosten van Brazilië. De gemeente ligt 165 km ten oosten van Rio de Janeiro tussen Rio das Ostras en Cabo Frio in en omvat naast de gelijknamige stad vier dorpen. Het bestaat uit meer dan twintig stranden en maakt deel uit van de zogenaamde Costa do Sol.

## Geschiedenis
Voor de komst van de Europeanen werd Búzios bewoond door Tamoios- en Goytacazes-Indianen die van de jacht, de landbouw en de visserij leefden. In mei 1501 werd het schiereiland door Amerigo Vespucci verkend waarna het in 1532 door de Portugezen werd gekoloniseerd. Nadien werden de Indianen als slaven tewerkgesteld. Vanaf 1555 vestigden zich tevens Fransen in Búzios. Zij bouwden er een fort en sloten een verbond met de Indianen. Sindsdien gingen ze tezamen de strijd aan tegen de Portugezen. In de zeventiende eeuw kwamen er ook Engelsen en Nederlanders op het schiereiland die samen met de Fransen zich bezighielden met de handel in Brazielhout. Na hun vertrek werden er in de streek van 1700 tot 1767 walvissen gevangen. Tussen 1750 en 1870 ontwikkelde Búzios zich tot een permanente Portugese nederzetting en met gebruik van Afrikaanse slaven werd er landbouw bedreven. Ongeveer één eeuw later, in 1964, werd het schiereiland bezocht door de Franse actrice Brigitte Bardot en vanaf dan werd het toerisme haar voornaamste bron van inkomsten. Na een volksstemming scheidde Búzios zich in 1995 van Cabo Frio af en werd een zelfstandige gemeente.

## Afbeeldingen

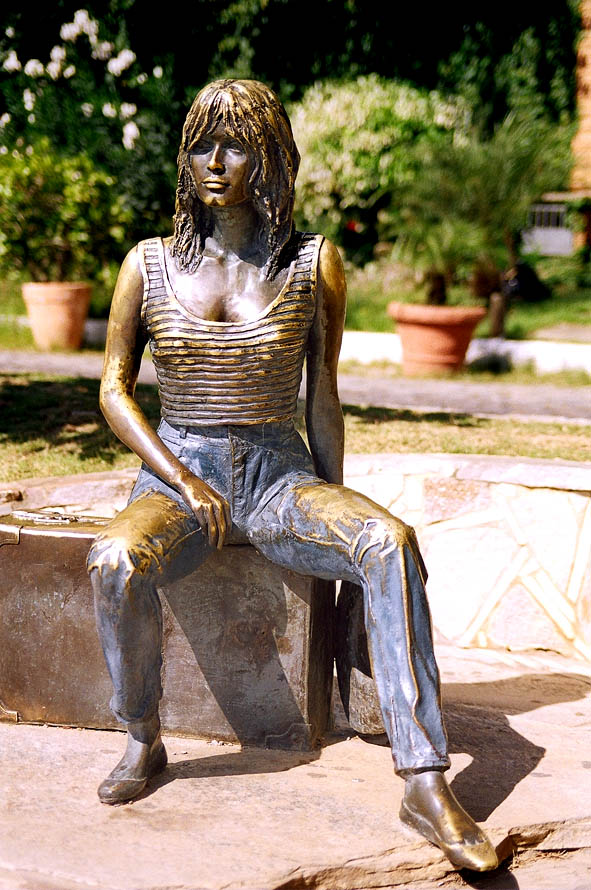
Standbeeld van Brigitte Bardot in Búzios